# Lesjaskogsvatnet
Lesjaskogsvatnet är en insjö i Lesja kommun i Innlandet fylke i Norge. Sjön ligger vid sidan av Europaväg 136 och Raumabanan, mellan orterna Lesjaskog och Lesjaverk. Den har en yta på 5,4 kvadratkilometer, ligger 611 meter över havet och är cirka tio kilometer lång.
Lesjaskogsvatnet är en av få sjöar som har dränering åt två olika håll, både västerut till älven Rauma och österut till älven Gudbrandsdalslågen. Sjön är en konstgjord pseudo-bifurkation, och uppstod efter att två sjöar på 1660-talet kopplades samman med en cirka tre meter lång damm för att ge ett bättre fall för driften av Lesja järnverk.
Lesjaskogsvatnet anses vara en bra fiskesjö.

## Bilder

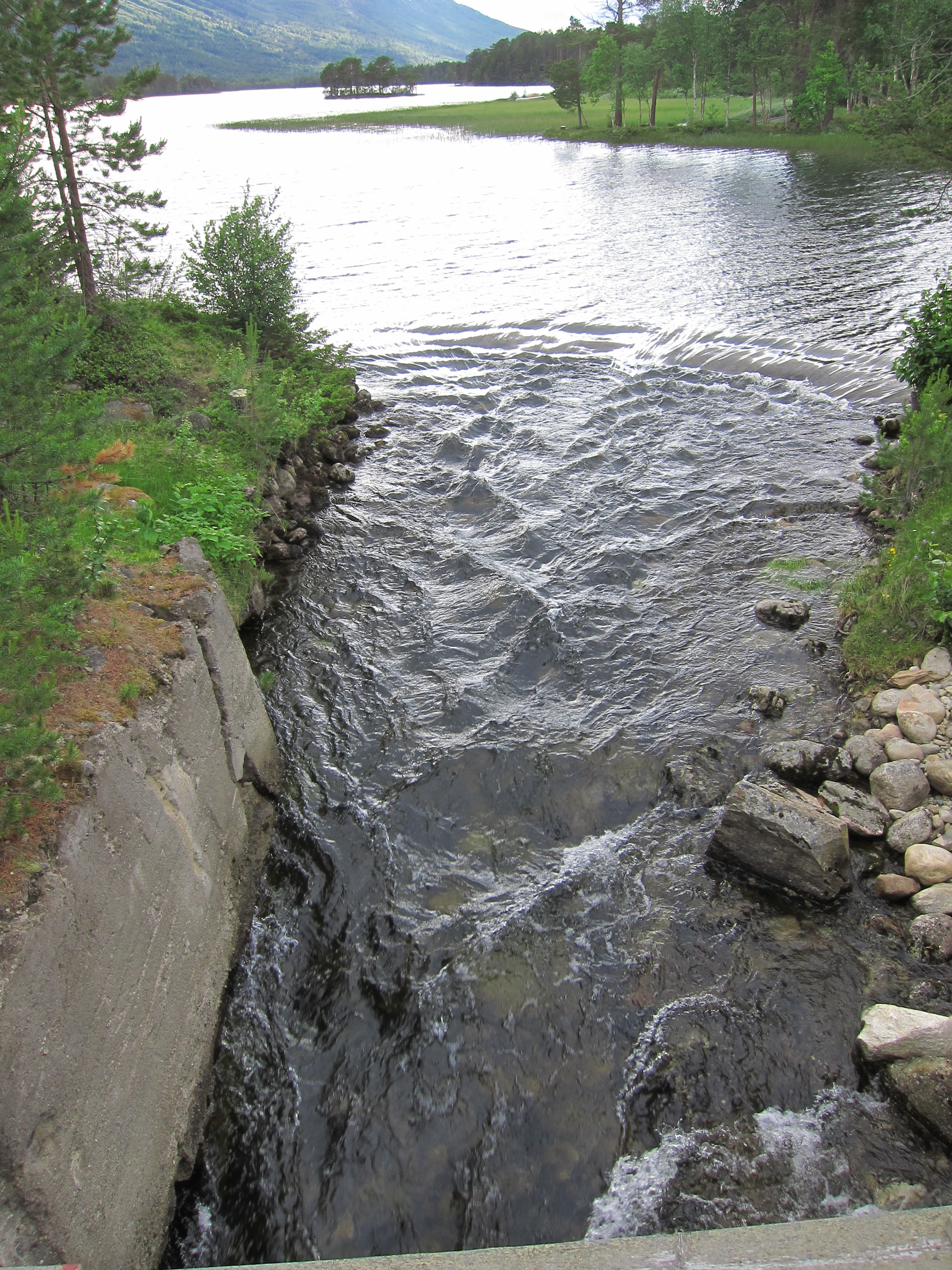
Gudbrandsdalslågens utlopp.
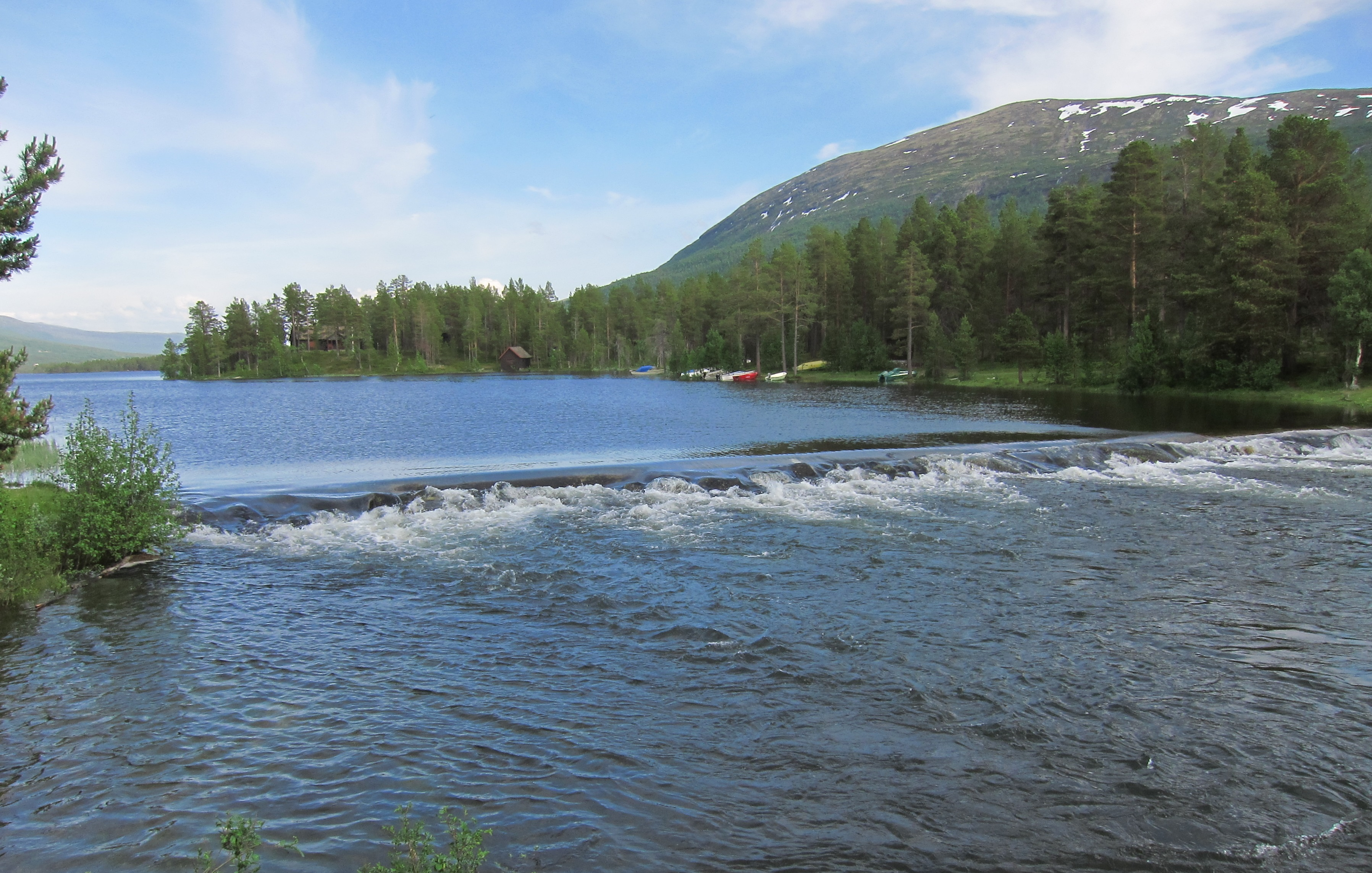
Raumas utlopp.